# Талос (Луизијана)
Талос (енгл. Tullos) град је у америчкој савезној држави Луизијана.

## Демографија
По попису из 2010. године број становника је 385, што је 34 (-8,1%) становника мање него 2000. године.
| Група             | 2000.       | 2010.       |
| Белци             | 399 (95,2%) | 360 (93,5%) |
| Афроамериканци    | 14 (3,3%)   | 3 (0,8%)    |
| Азијати           | 0 (0,0%)    | 0 (0,0%)    |
| Хиспаноамериканци | 2 (0,5%)    | 6 (1,6%)    |
| Укупно            | 419         | 385         |